# Vertbaudet
Vertbaudet (ehemals (La) Vert Baudet, Eigenschreibweise heute: vertbaudet) ist ein französisches Handelsunternehmen mit Hauptsitz in Tourcoing, das derzeit mehrheitlich dem Private-Equity-Unternehmen Equistone Partners Europe gehört. Neben dem Hauptsortiment an Kinderbekleidung bietet das Unternehmen über den Versandhandel auch Umstandsmode, Babyartikel, Spielwaren und Produkte für das Kinderzimmer an. In Frankreich betreibt Vertbaudet seit 1996 außerdem eigene Läden.

## Geschichte
Viele Textilunternehmen in der Region um Lille strukturierten sich nach dem Zweiten Weltkrieg um und diversifizierten sich mit Versandhandel. So wurde auch Vert Baudet 1963 als Versandhandelsmarke der Textilfirma Dewavrin gegründet. Nach dem Tod von Anselme Dewavrin verkauften die Erben das Versandhandelsgeschäft an La Redoute, während die anderen Sparten an einen amerikanischen Konzern gingen.
Seit 1988/89 war Vert Baudet eine Tochter der La-Redoute-Gruppe, die 1994 mit Pinault-Printemps zum PPR-Konzern fusionierte. Zum Kataloggeschäft kamen weitere Vertriebskanäle hinzu: das erste Vertbaudet-Ladengeschäft wurde 1996 eröffnet, ein Onlineshop folgte 1999. Im Februar 1999 strukturierte PPR das Versandhandelsgeschäft um, womit Vertbaudet zu Redcats kam.
Als Teil von Redcats expandierte Vertbaudet bis 2001 nach Großbritannien und Portugal. Mitte der 00er-Jahre baute Vertbaudet das Sortiment mit Kinderzimmereinrichtung und einem Katalog für Jugendliche („VB2U“) weiter aus. Außerdem expandierte das Unternehmen 2005 nach Spanien und 2006 in die Schweiz. Im Juli eröffnete es in einem Einkaufszentrum in Bordeaux den 25. Laden. 2007 gründete Vertbaudet eine deutsche Tochter mit Sitz in Fürth. Bis 2010 wuchs die Anzahl der Läden in Frankreich auf fast 40, die Produkte waren über andere Vertriebswege in vielen west- und nordeuropäischen Ländern erhältlich. Nach der Insolvenz der Primondo Specialty Group, die mit 50 % an der deutschen Vertbaudet GmbH beteiligt war (Joint Venture), übernahm die Carlyle Group Ende 2010 diese Anteile, zusammen mit sechs weiteren Unternehmen. Im stationären Handel arbeitete Vertbaudet ab 2011 enger mit den Redcats-Kindermodeketten Cyrillus und Somewhere zusammen. Vertbaudet betrieb damals neben den 39 französischen Verkaufsstellen weitere 19 im Ausland, in Deutschland ab September 2009 als Shop-in-shops in einigen Baby-Walz-Filialen sowie ab September 2012 mit zwei eigenen Läden in Berlin. Im Geschäftsjahr 2011 soll Vertbaudet 252 Mio. Euro Umsatz erwirtschaftet haben. Nachdem Redcats Somewhere im April 2012 verkauft hatte, übernahm Vertbaudet einige der Filialen in Frankreich.
Um sich mehr auf das Luxusgeschäft zu konzentrieren, verkaufte PPR im März 2013 die Kindermodesparte (Vertbaudet und Cyrillus) für 119 Mio. Euro an die Private-Equity-Gesellschaft Alpha Private Equity Fund 6. Unter der gemeinsamen Holding mit Cyrillus schrumpfte das Geschäft zunächst. Der Umsatz von Vertbaudet mit seinen sechs internationalen Tochterunternehmen belief sich 2016 auf 395 Mio. Euro. Im April 2017 kündigte das Unternehmen an, 77 seiner 1776 Angestellten zu entlassen und das Filialnetzwerk leicht zu verkleinern. Nach den Schließungen und einer Sortimentserweiterung über Kindermode hinaus erwirtschaftete Vertbaudet ab 2016 erstmals seit Jahren wieder Gewinne. 2019 beschäftigte es 1200 Menschen und betrieb 79 Verkaufsstellen. Ab 2021 verkaufte es auch Hygieneartikel für Babys, der Anteil der Bekleidung am Umsatz ging auf 55 % zurück. Vertbaudet-Läden gab es nur noch in Frankreich. Mit knapp 1000 Beschäftigten erzielte Vertbaudet 2020 Umsätze von leicht über 300 Mio. Euro, davon in 70 Mio. in Deutschland.
Im Mai 2021 verkaufte Alpha Cyrillus an das Handelsunternehmen MGA Paris, die gemeinsame Holding mit Vertbaudet wurde aufgelöst. Die Beteiligungsgesellschaft Equistone übernahm Vertbaudet im Juli. Das Unternehmen plante, innerhalb von Tourcoing einen neuen Hauptsitz zu beziehen und ein neues Distributionszentrum in der Region in Betrieb zu nehmen. Seit 2022 leitet Mathieu Hamelle das Unternehmen.

## Ladengeschäfte

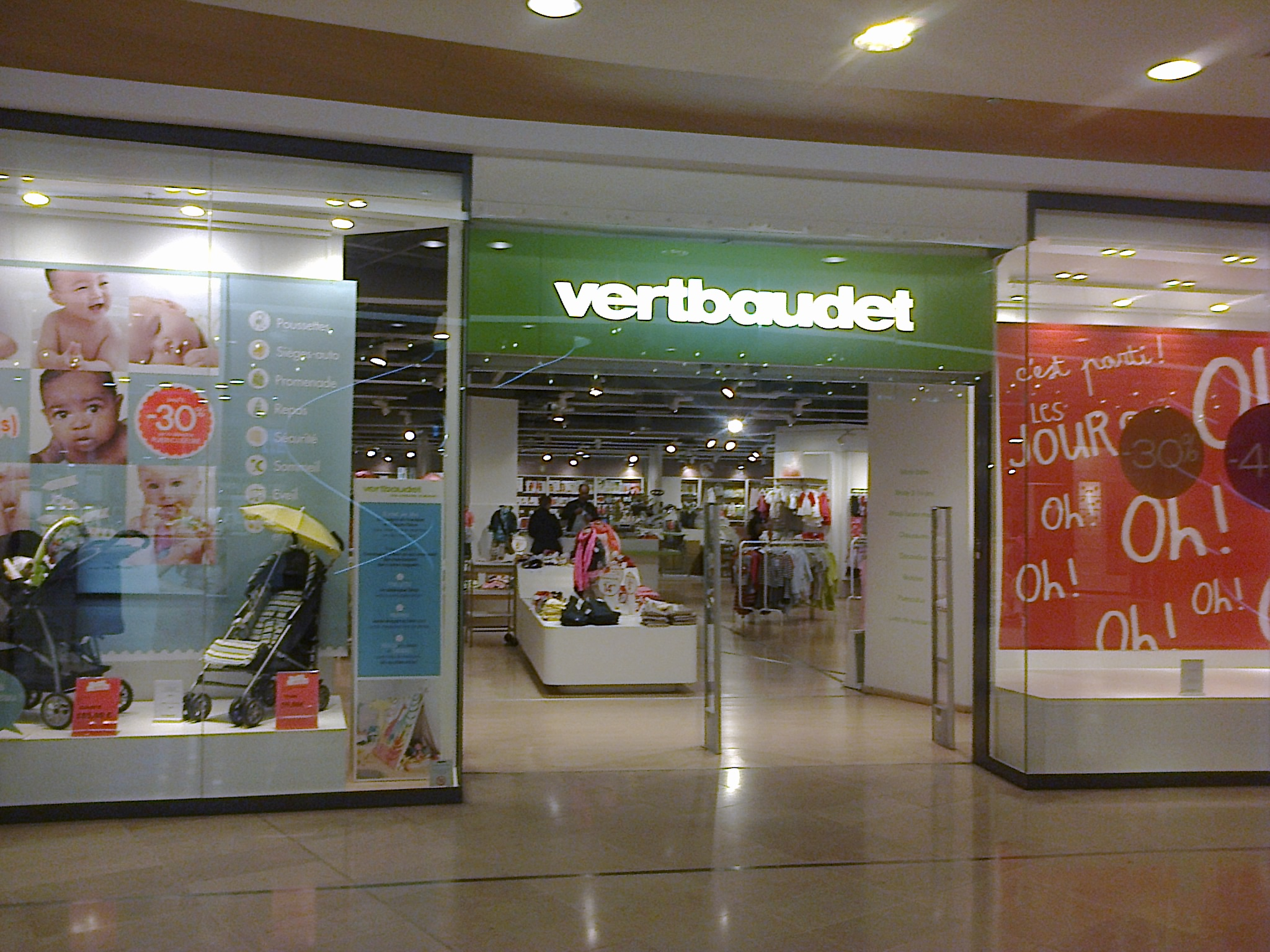
Ladengeschäft im Einkaufszentrum Les Quatre Temps, 2014

Vertbaudet betreibt 73 Geschäfte im französischen Mutterland (France métropolitaine) und eins in Baie-Mahault auf Guadeloupe (Stand Juni 2022).